# Pfarrhaus (Schwennenbach)

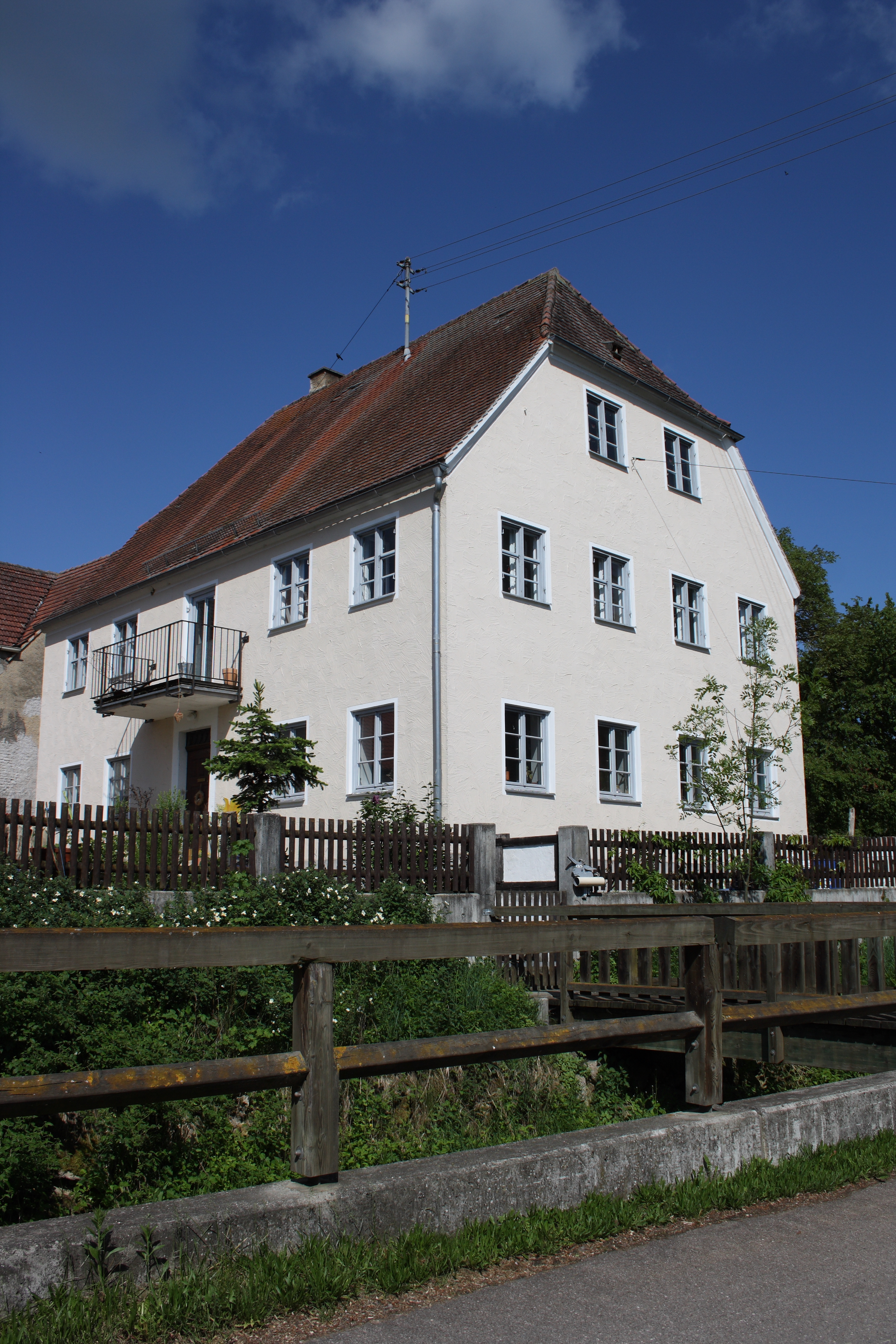
Pfarrhaus in Schwennenbach

Das Pfarrhaus in Schwennenbach, einem Stadtteil von Höchstädt an der Donau im Landkreis Dillingen an der Donau im bayerischen Regierungsbezirk Schwaben, wurde 1708 erbaut. Das Pfarrhaus am Kugelbachweg 1 ist ein geschütztes Baudenkmal.

## Beschreibung
Der zweigeschossige Bau mit Krüppelwalmdach und Putzdekor wurde von Konrad Rotmüller aus Höchstädt erbaut. Der Massivbau mit fünf zu vier Fensterachsen besitzt eine Geschosstrennung durch Gurtgesimse. 
Der Pfarrstadel mit doppeltem Korbbogentor wurde im 18. Jahrhundert errichtet.